# 比拉米特拉普尔
比拉米特拉普尔（Biramitrapur），是印度奥里萨邦Sundargarh县的一个城镇。总人口29434（2001年）。

## 人口
该地2001年总人口29434人，其中男性14916人，女性14518人；0—6岁人口3856人，其中男1958人，女1898人；识字率62.88%，其中男性为71.02%，女性为54.52%。